# Microcottus
Microcottus is een geslacht van straalvinnige vissen uit de familie van donderpadden (Cottidae). Het geslacht is voor het eerst wetenschappelijk beschreven in 1940 door Schmidt.

## Soorten
- Microcottus matuaensis Yabe & Pietsch, 2003
- Microcottus sellaris (Gilbert, 1896)